# Onyx (Album)
Onyx ist ein Jazzalbum von Sasha Berliner. Die vom 18. bis 20. Dezember und am 1. Juni 2021 im Studio Electric Garden in New York City  entstandenen Aufnahmen erschienen am 22. Juli 2022 auf dem Label JMI Recordings; eine Ausgabe als LP liefert Outside In.

## Hintergrund
Nach ihrem Debütalbum Azalea (2019) legte die Vibraphonistin Sasha Berliner mit Onyx ihre zweite Aufnahme unter eigenem Namen vor. Der namensgebende Onyx – ein dunkler Stein mit kühnem, kryptischem Charakter – weckte Berliners Interesse als Titel für ihre atypische harmonische Bandbreite und kompositorische Neugier, so die Musikerin in den Liner Notes. Zur Besetzung gehörten Marcus Gilmore am Schlagzeug, Burniss Travis II am Kontra- und E-Bass und James Francies am Piano und Fender Rhodes. Als Gäste sind Jaleel Shaw am Altsaxophon, Julius Rodriguez an den analogen Synthesizern und die Sängerin Thana Alexa (in „Crescent Park (In Elliptical Time)“) beteiligt.

## Titelliste
1. Jade 7:19
2. Crescent Park (In Elliptical Time) 5:41
3. Polaris 4:48
4. Ephemerality 4:04
5. My Funny Valentine I (Rodgers und Hart) 3:35 [solo]
6. My Funny Valentine II (Rodgers und Hart) 5:43
7. NW 6:58
8. Boom’s Epilogue 1:23

Wenn nicht anders vermerkt, stammen die Kompositionen von Sasha Berliner.

## Rezeption

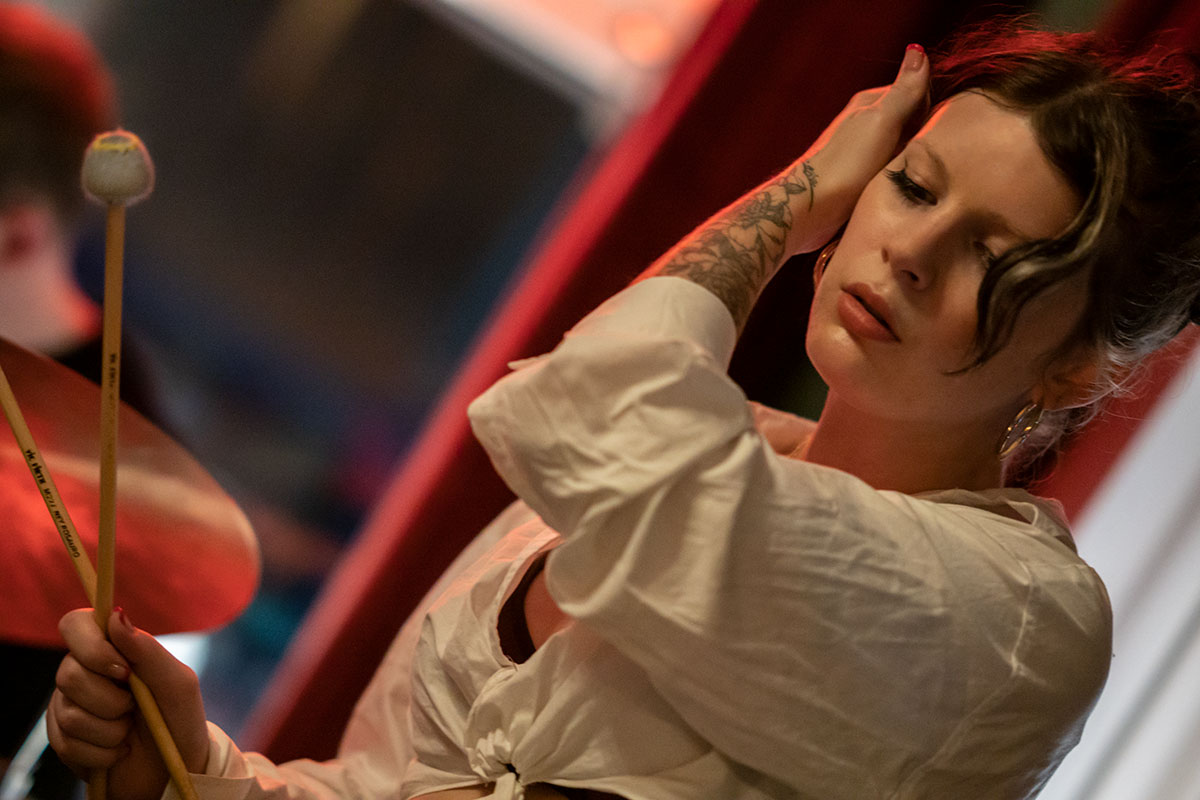
Sasha Berliner (2025)

Im Down Beat erhielt das Album mit drei einhalb Sternen eine gute Bewertung. Berliners harmonische Vorstellungskraft sei subtil in der Jazztradition verwurzelt, aber sie mache deutlich, dass sie sich nicht damit zufriedengebe, nur in diesem musikalischen Umfeld verweilen. Das werde gleich zu Beginn von „Jade“ deutlich, das sich über einem scheppernden Beat und leicht futuristischen Klängen aufbaue. Berliner überlasse das Stück zunächst scheinbar dem Saxophonisten, dann werde offensichtlich, dass sie die Dinge vom ersten sanften Vibraphonschlag an lenke. Bei „Polaris“ scheine die Perkussionslinie wiederum schneller und dringlicher zu sein, als es die Melodie erfordere. Eine von Berliners großen Stärken sei es, dass unterschiedliche Metren und Zeitgefühle zusammenarbeiten. Sie spiele sie für die Gruppe und setze ihre Gäste dort ein, wo sie musikalisch relevant sind statt sie immer zu nutzen. Die beiden Versionen von „My Funny Valentine“ würden darauf hinweisen, dass sie immer wieder an die Grenzen gehen werde.
Dave Sumner schrieb in Bandcamp Daily, das spezifische dynamische Zusammenspiel zwischen Sasha Berliner und dem Schlagzeuger Marcus Gilmore könne fast davon ablenken, wie dicht diese Gruppe als Ganzes klinge. Die nahtlose Einheit von Melodie und Rhythmus auf diesem Album sei eine absolute Freude, und die Stärke des Quartetts zeige sich vielleicht am besten in der Art und Weise, wie sie mühelos Gastkünstler wie den Saxophonisten Jaleel Shaw, den Synthesizer-Spieler Julius Rodriguez und die Sängerin Thana Alexa einbeziehen, so als wären sie seit Jahren Teil der Gruppe.
Der Titel dieses Albums und der Titel seines ersten Tracks, „Jade“, kündigten eine klare Fokusverlagerung der Vibraphonistinon gegenüber ihrem gefeierten Album Azalea aus dem Jahr 2019 an, meinte Martin Johnson in JazzTimes. Während Azaela sich mit der steigenden Flut des amerikanischen Faschismus auseinandersetzte, fühle sich Onyx wie ein „regenerativer, sich neu ausrichtender Besuch in sanften Hügeln und sanften Bächen“ an. Auch ihr Spiel sei anders; die eindringlichen rhythmischen Kanten, die Azalea vorantrieben und ein Highlight ihrer Sidewoman-Arbeit auf Tyshawn Soreys brillanter Sextett-Aufnahme „Unfiltered“ waren, seien einem ruhigen, impressionistischen Stil gewichen.
Günther Huesmann (SWR 2) zählte das Album zu den besten Jazz-Neuveröffentlichungen des Jahres und meinte, mit ihrem zweiten Album würde Sasha Berliner einen entscheidenden Schritt weiter in Richtung Weltruhm gehen. Berliner feiere ihre Eigenkompositionen im Post-Fusion- und utopischen modalen Format, aber auch ein Klassiker wie „My Funny Valentine“ glänze in aufregend neuem Gewand. In ihrer zupackenden Art ringe Sasha Berliner dem Vibrafon melodische, rhythmische und harmonische Glanzlichter ab.